# Palaeochrysophanus ornata
Palaeochrysophanus ornata är en fjärilsart som beskrevs av Züllich 1929. Palaeochrysophanus ornata ingår i släktet Palaeochrysophanus och familjen juvelvingar. Inga underarter finns listade i Catalogue of Life.